# Lyle y Erik Menéndez
Joseph Lyle Menéndez (Nueva York, 10 de enero de 1968) y Erik Galen Menéndez (Blackwood, 27 de noviembre de 1970), conocidos en conjunto como los hermanos Menéndez, son dos hermanos estadounidenses que fueron condenados en 1996 por el asesinato de sus padres, José Enrique Menéndez Llanio y Mary Louise «Kitty» Menéndez.
Durante su juicio, declararon haber cometido el crimen por temor a que su padre los asesinara, después de que amenazaran con exponerlo por los años de abuso sexual, emocional y físico a los que fueron sometidos por él, mientras que la fiscalía argumentó que lo hicieron para heredar el patrimonio multimillonario de su progenitor. Primero fueron juzgados por separado con un jurado distinto para cada uno. No obstante, ninguno de los dos jurados llegó a un acuerdo, lo que provocó que los juicios se anularan. En el segundo juicio, fueron juzgados juntos por un solo jurado que los declaró culpables luego de que el juez excluyera de su defensa las pruebas de abuso. Ambos hermanos fueron condenados a cadena perpetua sin posibilidad a libertad condicional.
A partir de 1998, los hermanos interpusieron numerosas apelaciones sucesivas contra sus condenas, que fueron revisadas y rechazadas por los jueces. En octubre de 2024, el fiscal de distrito de Los Ángeles, George Gascón, recomendó una nueva sentencia tras revisar una petición de hábeas corpus. Tras la derrota de Gascón en las elecciones de noviembre de 2024, el recién elegido fiscal de distrito, Nathan Hochman, se opuso a la petición de hábeas corpus, calificando de "mentiras" las alegaciones de defensa propia de los hermanos. En mayo de 2025, un juez volvió a condenar a los hermanos a entre 50 años y cadena perpetua, lo que les permitió optar a la libertad condicional.

## Biografía

### Primeros años
Los hermanos Menéndez crecieron en Princeton, Nueva Jersey. Ambos asistieron a la Escuela Matutina de Princeton para su educación primaria, y posteriormente, Lyle ingresó en la Universidad de Princeton. Después de la mudanza de la familia a California en 1987, tras conseguir el padre un trabajo en Carolco, Erik asistió al instituto en Calabasas. Lyle fue puesto en periodo de prueba académica en Princeton debido a su bajo rendimiento académico y finalmente expulsado tras ser acusado de plagio.

### Crímenes
Los asesinatos ocurrieron el 20 de agosto de 1989, en la mansión de la familia, en el 722 de North Drive Elm en Beverly Hills. José y Kitty estaban cansados aquella tarde de verano debido a que la familia había salido a pescar tiburones en un yate alquilado, llamado Motion Picture Marine, hasta la medianoche del día anterior. Tanto Lyle como Erik habían salido esa noche; entonces José y Kitty se retiraron al estudio para ver la película de James Bond La espía que me amó. Los vecinos reportaron más tarde haber escuchado algo que sonaba como fuegos artificiales alrededor de las 22:00, pero no le dieron mayor importancia. En realidad se trataba de disparos.
José recibió un disparo a quemarropa en la parte posterior de la cabeza con una escopeta Mossberg calibre 12. Kitty, que estaba durmiendo, se despertó por el disparo, salió de la cama y corrió por el pasillo, pero recibió un disparo en una pierna. A continuación, se resbaló en su propia sangre y cayó, recibiendo varios disparos en el brazo, el pecho y la cara, dejándola irreconocible. Tanto a José como a Kitty les dispararon luego en las rodillas en un intento de hacer parecer el crimen como algo relacionado con la mafia. Los hermanos se marcharon del lugar, arrojaron sus escopetas en Mulholland Drive y compraron entradas en una sala de cine local para ver la película Licencia para matar, para utilizar el hecho como coartada.
A las 23:47, cuando los hermanos regresaron a casa, Lyle llamó al 911 y gritó: «¡Alguien mató a mis padres!». La Policía consideró sospechosos a los hermanos de inmediato, pero no tenía pistas. Durante el juicio, Erik dijo que vio un cartucho de escopeta que había quedado en el suelo y lo quitó cuando el policía que hablaba con él miró hacia otro lado.
La seguridad en la casa había sido siempre de alto nivel. La mansión de estilo mediterráneo había sido alquilada antes a celebridades de la talla de Prince y Elton John. José salía frecuentemente dejando el sistema de alarma apagado y las puertas abiertas, incluso después de que su Mercedes-Benz 560SEL fuese robado de la entrada frontal semicircular de la casa, apenas unas semanas antes de los asesinatos. Kitty, por otro lado, parecía nerviosa en el período previo a los asesinatos; constantemente bloqueaba la puerta de su dormitorio por la noche y mantenía un rifle en su armario. Kitty mencionó a su psiquiatra, un par de semanas antes de los asesinatos, que tenía miedo de que sus hijos pudieran ser sociópatas.
En los meses posteriores a los asesinatos, los hermanos llevaron una vida de derroche de dinero, lo que aumentó las sospechas de los investigadores sobre su participación en la muerte de sus padres. Lyle compró un costoso reloj Rolex, un Porsche 911 y el Chuck's Spring Street Cafe, un restaurante de buffalo wings en Princeton. Erik también contrató a un entrenador de tenis a tiempo completo y compitió en una serie de torneos como profesional en Israel. Dejaron la mansión de North Elm Drive y se mudaron a dos áticos de lujo separados en Marina del Rey. Viajaron alrededor de Los Ángeles en el Mercedes-Benz SL descapotable de su difunta madre, se alimentaban de comidas caras y se fueron de viaje al extranjero, visitando el Caribe y Londres. La fiscalía alegó posteriormente que los hermanos gastaron alrededor de un millón de dólares en los primeros seis meses como huérfanos. Erik confesó los asesinatos a su psiquiatra, quien, después de haber sido amenazado por Lyle si los delataba, acudió a la Policía. Para evitarse más problemas, terminó contándolo todo (una de las excepciones a la confidencialidad entre médico y paciente se produce cuando el paciente pone en peligro al terapeuta, o un tercero en general). El 8 de diciembre de 1992, el gran jurado del condado de Los Ángeles acusó a los hermanos Menéndez de haber asesinado a sus padres.

### Juicios
Los hermanos Menéndez y el asesinato de sus padres se convirtieron en una sensación nacional norteamericana cuando Court TV difundió el juicio en 1993. La abogada defensora del hermano menor, Leslie Abramson, saltó a la fama por su defensa, alegando que los hermanos vivieron una vida de abusos de sus padres, incluido el abuso sexual de su padre, José. A pesar de la teoría de la defensa, los registros de antecedentes penales de los hermanos contrariaba esa teoría de «escape de abuso parental». El juicio terminó con dos jurados en punto muerto (aunque los hermanos fueron juzgados juntos, cada uno tenía un jurado independiente).
El fiscal de distrito de Los Ángeles, Gil Garcetti, anunció de inmediato que el juicio a los hermanos se volvería a intentar. El segundo intento fue un poco menos conocido, en parte porque el juez, Stanley Weisberg, se negó a permitir que las cámaras entraran en la sala del tribunal.
Ambos hermanos fueron declarados culpables de dos cargos de asesinato en primer grado y conspiración para cometer asesinato. En la fase de sentencia del juicio, el jurado no apoyaba la pena de muerte para los hermanos, pues las recomendaciones apuntaban a una vida en la cárcel. El jurado dijo más tarde que la consideración de abuso expuesta por la defensa nunca fue un factor en sus deliberaciones y que el jurado rechazó la pena de muerte porque ninguno de los hermanos tenía antecedentes penales ni una historia de violencia. A diferencia de los ensayos previos, el jurado rechazó por unanimidad la teoría de la defensa de que los hermanos mataran a sus padres por miedo, considerando más bien que los asesinatos fueron cometidos con la intención de hacerse con el control de la considerable riqueza de sus padres.
El 2 de julio de 1996, Weisberg condenó a Lyle y Erik Menéndez a cadena perpetua sin posibilidad de libertad condicional. El juez Weisberg condenó a los hermanos a sentencias consecutivas por los asesinatos y el cargo de conspiración para cometer asesinato. El 10 de septiembre de 1996, el Departamento de Correccionales de California separó a los hermanos Menéndez, enviándolos a cárceles diferentes. Ambos fueron clasificados como presos de máxima seguridad y fueron a su vez separados de los otros.
El 27 de febrero de 1998, la Corte de Apelaciones de California confirmó las condenas por asesinato y, el 28 de mayo de 1998, la Corte Suprema de California votó a favor de mantener las condenas de asesinato y condena de cadena perpetua sin libertad condicional; Ninguno de los jueces de la Corte Suprema votó por revisar el caso.
Cabe destacar que durante la fase de sentencia del juicio por asesinato en el caso de Erik y Lyle Menéndez, la abogada de la defensa, Leslie Abramson, habría ordenado a un testigo de la defensa, el doctor William Vicary, alterar sus notas. Leslie Abramson no se enfrentó a una investigación criminal y la oficina del fiscal de distrito decidió que no iba a investigar la infracción. Los dos hermanos interpusieron recursos de anulación del juicio, alegando que sufrieron irreparables daños en la fase de sentencia, como resultado de las sugerencias de posible mala conducta y representación de Abramson.

### Vida en prisión
Desde su ingreso en prisión, ambos hermanos se han casado, a pesar de que el estado de California no permite las visitas conyugales para los condenados de por vida por asesinato.
En enero de 1997, Lyle se casó con una amiga por correspondencia con quien mantenía contacto postal desde hacía mucho tiempo, Anna Eriksson, exmodelo. El matrimonio terminó, según los informes, en menos de un año después de que ella supuestamente descubriera que Lyle le engañaba dirigiéndose por escrito a otra mujer. Más tarde, en noviembre de 2003, Lyle, entonces de treinta y cinco años, se casó con Rebecca Sneed, editora de una revista, de treinta y tres años de edad de Sacramento, en una ceremonia en el área de visitas de la prisión de máxima seguridad Mule Creek State Prison. Lyle y Rebecca se conocían postalmente, según los informes, desde aproximadamente diez años antes de su compromiso.
En 1997, Erik se casó a través de una ceremonia telefónica en la Prisión Estatal de Folsom. En junio de 1999, Erik, entonces de veintiocho años, se casó en segundas nupcias con Ruth Tammi Saccoman, de treinta y siete años, en la Prisión Estatal de Folsom en una sala de espera de la cárcel. Tammi indicó más adelante: «Nuestro pastel de bodas fue un Twinkie. Improvisamos. Fue una ceremonia maravillosa hasta que lo tuve que dejar. Fue una noche muy solitaria». En una entrevista con ABC News, en octubre de 2005, Tammi, la esposa de Erik, afirmó que su unión de seis años con su esposo es «algo que he soñado durante mucho tiempo. Y algo muy especial que nunca pensé que tendría». Tammi Menéndez también autopublicó un libro en 2005 titulado Nos dijeron que nunca lo lograríamos. Mi vida con Erik Menéndez (They Said We'd Never Make It - My Life With Erik Menéndez, en inglés), aunque Erik dijo en el programa de Larry King que se había editado en gran medida el libro. En la revista People, Tammi Menéndez declaró: «No tener relaciones sexuales en mi vida es difícil, pero no es un problema para mí. Tengo que estar físicamente separada, pero estoy emocionalmente ligada a Erik... Mis amigos no lo entienden...». Tammi también señaló que ella y su hija de diez años de edad conducen las ciento cincuenta millas cada fin de semana para ver Erik, a quien su hija se refiere como su «papá Tierra» (Earth Dad).
Con respecto a su sentencia de cadena perpetua sin libertad condicional, Erik ha declarado: «Tammi es la que me hace seguir. No puedo pensar en la sentencia. Cuando lo hago, lo hago con una gran tristeza y un miedo primitivo que es como entrar en un resfriado. Me asusta mucho simplemente que no hayan llegado a un acuerdo».
Erik trabaja como conserje nocturno y comparte una celda de seis por nueve pies con otro preso.
A partir de 2008, ambos están bajo el sistema del Departamento Correccional y de Rehabilitación. Lyle estuvo detenido en la Mule Creek State Prison de Ione. Erik fue encarcelado en la Prisión Estatal del Valle Agradable en Coalinga. Bajo los términos de las sentencias por sus múltiples crímenes, los hermanos esperan pasar el resto de sus vidas en prisión. De acuerdo con Erik, en la misma entrevista con Larry King, él y su hermano no habían hablado el uno con el otro por más de diez años.
En febrero de 2018, las restricciones de seguridad de Lyle Menéndez, entonces con cincuenta años, disminuyeron y fue trasladado de la prisión estatal de Mule Creek, en el norte de California, a la instalación correccional Richard J. Donovan Donovan de San Diego, donde está su hermano Erik, de entonces cuarenta y siete años.
Este penal permite a reclusos interactuar entre ellos, según un blog del Departamento Penitenciario de California, y ambos finalmente pudieron reencontrarse.
En mayo de 2023, a la luz de las acusaciones vertidas por el cantante Roy Rosello en el documental Menendez + Menudo: Boys Betrayed y del supuesto descubrimiento de una carta enviada por Erik en enero de 1989 a su primo que detalla los abusos de su padre, la representación legal de los hermanos presentó una petición de habeas corpus ante el Tribunal Superior de Los Ángeles en donde se alega que esta información debe servir como evidencia para que la condena a cadena perpetua sea revocada y tenga lugar un nuevo juicio.

## En la cultura popular

### Documentales
- En 2000, «Menendez Brothers – Blood Brothers», un episodio de la serie documental de Court TV (ahora TruTV) Mugshots, se emitió en FilmRise.[20]
- En 2015, Barbara Walters Presents: American Scandals presentó a los hermanos Menéndez en un episodio, «Menendez Brothers: The Bad Sons».[21]
- En 2016, los hermanos Menéndez aparecieron en el documental sobre crímenes reales, Snapped.
- En 2017, los hermanos Menéndez aparecieron en un documental, Verdad y mentiras: Los hermanos Menéndez - Hijos estadounidenses, asesinos estadounidenses en ABC.
- En 2017, HLN lanzó la nueva serie Cómo sucedió realmente - con Hill Harper, con un episodio que presenta la historia de los hermanos Menéndez. El episodio, «Los hermanos Menéndez: asesinato en Beverly Hills», termina con una entrevista telefónica de Lyle desde la cárcel con Chris Cuomo.[22]
- En 2020, BuzzFeed Unsolved presenta a los hermanos Menéndez en un especial de un episodio, «Cómo los atraparon: los hermanos Menéndez».[23]
- En 2021, los hermanos Menéndez fueron el tema del especial 20/20 de la cadena ABC, Inside the Menendez Movement. El especial presenta la popularidad de los hermanos en la aplicación de redes sociales para compartir videos TikTok y su creciente número de seguidores entre los adultos jóvenes dentro y fuera de los Estados Unidos.[24]
- En agosto de 2022, Discovery+ lanzó Menéndez Brothers: Misjudged?, un documental de dos horas centrado en el caso y el juicio de los hermanos Menéndez.[25]
- En mayo de 2023, Peacock lanzó una serie documental titulada Menendez + Menudo: Boys Betrayed, que presenta al cantante puertorriqueño y exmiembro de Menudo Roy Rosselló alegando que fue agredido sexualmente cuando era adolescente por José Menéndez.[26][27]
- En 2024, los hermanos aparecieron en el tercer episodio de Mastermind: To Think Like a Killer.[28][29]

### Música
- En 1995, el grupo Brujería sacó en su álbum Raza Odiada, una canción llamada 'Hermanos Menendez', donde se relata el crimen de los hermanos.

### Películas
- En 1994, los hermanos Menéndez aparecieron en la película para televisión Menendez: A Killing in Beverly Hills, de la CBS. Lyle fue interpretado por Damian Chapa, y Erik por Travis Fine, mientras que Edward James Olmos y Beverly D'Angelo interpretaron a sus padres y Dwight Schultz se metía en la piel del doctor Jerome Oziel.
- En 1994, en la película Dos tontos muy tontos, un televisor está pasando un episodio de «A Current Affair» que dice: «Dentro de la casa del abogado de los hermanos Menéndez».
- En 1994, en la película para televisión Honor thy Father and Mother: The True Story of the Menendez Murders aparecen Lyle y Erik Menéndez interpretados por Billy Warlock y David Berón, respectivamente; en tanto que José y Kitty Menéndez fueron encarnados por James Farentino y Jill Clayburgh; acompañados por, entre otros, Susan Blakely como la abogada Leslie Abramson.
- En 1994, los hermanos Menéndez fueron representados de manera vaga en la película policial Natural Born Killers.
- En 2017, los hermanos Menéndez aparecieron en la película para televisión de Lifetime Menendez: Blood Brothers (2017). Lyle fue interpretado por Nico Tortorella y Erik por Myko Olivier.

### Parodias y comedia negra
- En 1993, Saturday Night Live emitió un sketch cómico con el presentador invitado John Malkovich en el que los hermanos Menéndez lloran de forma exagerada y culpan del asesinato de sus padres a sus hermanos gemelos idénticos.[30] En 2015, se vuelve a hacer referencia a los hermanos Menéndez en el sketch de la canción «First Got Horny 2 U» de un episodio de la temporada 41 presentado por Elizabeth Banks.[31]
- En el episodio de 1994 de «Married... with Children», titulado «The D'Arcy Files», aparece la frase «Es demasiado tarde para contratar a los hermanos Menéndez» de Al.
- En 1996, el revuelo mediático que rodeó al primer juicio fue parodiado en la película de humor negro El chico del cable.
- En 1997, Gary Indiana publicó su novela Resentimiento: una comedia, que se inspira en parte en los asesinatos y el juicio de Menéndez.[32]
- En 2006, el programa de televisión 30 Rock, titulado «Gavin Volure», contó con un gag en el que el personaje principal Tracy Jordan cree que sus hijos están conspirando para asesinarlo para heredar su fortuna. Cuando Tracy entra en su casa familiar por la noche, dice tímidamente: «Hola chicos. Papá está en casa. No me Menéndez».
- En 2009, la serie de televisión The Venture Bros. presentó a dos ex niños detectives llamados Lance y Dale Hale, de quienes se insinúa que mataron a su padre con una escopeta.
- En 2010, el programa de televisión 30 Rock contó con una breve broma en la que un personaje tiene un tatuaje con el texto «Liberen a Lyle Menéndez».
- En 2016, los hermanos Menéndez fueron los protagonistas del podcast semanal de humor «true-crime» The Last Podcast on the Left.

### Series de televisión
- En 1990, el episodio de la temporada 1 de Law & Order «The Serpent's Tooth» está basado vagamente en el caso de los hermanos Menéndez.
- En 1994, la comedia de situación The Fresh Prince of Bel-Air hace varias referencias cómicas al caso Menéndez. Un ejemplo de ello se encuentra en la temporada 4, episodio 14, a los 19:20 del episodio.
- En 1999, en el episodio Boca de la temporada 1 de The Sopranos, Junior Soprano hace una referencia al caso de los hermanos, citando cómo su psiquiatra había comparecido como testigo en el juicio.
- En 2008, «Gavin Volure», un episodio de la temporada 3 de la serie de televisión 30 Rock, presenta a Tracy Jordan haciendo múltiples referencias a los hermanos Menéndez ya que teme que sus propios hijos intenten matarlo de manera similar por su riqueza, un acto que él denominó como «Menéndez-ing».
- En 2010, Bobby Singer hizo referencia a los hermanos Menéndez en la temporada 6, episodio 12 de la serie de The CW Supernatural.
- En 2016, los hermanos Menéndez fueron mencionados varias veces en el drama de FX The People v. O. J. Simpson: American Crime Story (2016). Basada en la historia real del juicio altamente televisado de O. J. Simpson, la serie se desarrolló al mismo tiempo que los juicios de los hermanos Menéndez. Hay varios personajes que han trabajado en los casos respectivos de los hermanos y O. J. Simpson, como Robert Shapiro, Lance Ito y Gil Garcetti. Shapiro (interpretado por John Travolta) mencionó a Erik en el Episodio 2 diciendo: «De hecho, organicé la entrega de Erik Menéndez de Israel». Esta declaración se basa en el discurso real de Shapiro durante la infame persecución de Bronco de Simpson, en un intento de que se entregara a la policía.[33]
- En 2017, NBC emitió Law & Order: True Crime – The Menéndez Murders. Un especial de 8 episodios de la franquicia Law & Order, la serie describió los asesinatos, la investigación, los arrestos y los juicios detallados de los hermanos Menéndez. En comparación con sus predecesoras, la serie retrató a los hermanos de manera más comprensiva, centrándose en la defensa liderada por la abogada Leslie Abramson y las acusaciones de abuso físico y sexual. Lyle fue interpretado por Miles Gaston Villanueva, quien recibió una nominación a Mejor Actor en la 33.ª edición de los Premios Imagen, mientras que Erik fue interpretado por el actor y cantante Gus Halper. A su estreno en el Paley Center for Media asistieron familiares y amigos de Lyle, quienes elogiaron la representación de los hermanos en la serie.[34] En una entrevista con Megyn Kelly Today después del estreno del primer episodio, Lyle reveló que la serie fue «dolorosa de ver», pero dijo que la representación de él por Villanueva es «sorprendentemente precisa» a pesar de que los productores y el actor no pudieron comunicarse con él.[35] La nominada a los premios Primetime Emmy de 2018 Edie Falco como mejor actriz principal en una miniserie por su interpretación de Abramson.[36]
- En That '90s Show de Netflix, Red hizo una referencia a los hermanos Menéndez mientras hablaba con su esposa Kitty; casualmente «Kitty» también era el apodo de su madre.
- El 19 de septiembre de 2024, Netflix estrenó Monsters: The Lyle and Erik Menéndez Story, la segunda temporada de la serie antológica Monster de Ryan Murphy, después de Dahmer – Monster: The Jeffrey Dahmer Story (2022).[37][38] Cooper Koch y Nicholas Chavez fueron elegidos para interpretar a Erik y Lyle, respectivamente, mientras que Javier Bardem y Chloë Sevigny interpretarán a José y Kitty.[39] Su primer avance se lanzó en el 35.º aniversario de la muerte de José y Kitty.[40]

### Otros
- Los hermanos Menéndez aparecen en el fondo de la tarjeta coleccionable de la Temporada 1990-1991 de la NBA de Mark Jackson en la que se ve al base de los New York Knicks haciendo un pase de rebote. Están sentados junto a la cancha detrás de Jackson.[41] En diciembre de 2018, eBay comenzó a dar por finalizadas las subastas en las que se mencionaba a los hermanos en el anuncio. Los New York Knicks jugaron 28 partidos durante el periodo en el que los hermanos Menéndez se lanzaron a gastar después de los asesinatos. Algunos vendedores de eBay han seguido vendiendo la tarjeta y también han alterado las imágenes que acompañan al anuncio para que no se mencione ni se vea a los hermanos Menéndez en las fotos de la tarjeta que acompañan al anuncio.[42]